# Tierceville
Tierceville è un ex comune francese di 175 abitanti situato nel dipartimento del Calvados nella regione della Normandia. Dal 1º gennaio 2017 il comune è stato accorpato ai comuni di Amblie e Lantheuil per formare il nuovo comune di Ponts sur Seulles.

## Società

### Evoluzione demografica
Abitanti censiti